# Victor McLaglen
Victor McLaglen (Tunbridge Wells, Kent, 1886. december 10. – Newport Beach, Kalifornia, 1959. november 7.) Oscar-díjas angol-amerikai színész.

## Élete

### Fiatalkora
McLaglen a Kent megyei Tunbridge Wellsben látta meg a napvilágot egy anglikán püspök fiaként. Nyolc fivére és egy leánytestvére volt. A családja még gyermekkorában Dél-Afrikába költözött.

### Katonai pályája
Tizennégy éves korában elhagyta otthonát és beállt a brit hadseregbe, hogy harcolhasson a második búr háborúban. Bosszúságára nem a frontvonalba küldték, hanem a windsori kastélyban a Királyi Testőrségnél állomásozott. Ráadásul később le is szerelték, amikor rájöttek, hogy még csak fiatalkorú.
Négy évvel később Kanadába költözött, ahol birkózóként és nehézsúlyú bokszolóként kezdte el keresni a kenyerét számos figyelemre méltó győzelmet aratva a ringben. 1913-ban visszatért Angliába, és kivette a harcokban a részét az első világháborúban. Közben az ökölvívást sem hagyta abba, 1918-ban a brit hadsereg nehézsúlyú bajnoka lett. A háború után elkezdett szerepelni brit némafilmekben.

### Filmes karrierje

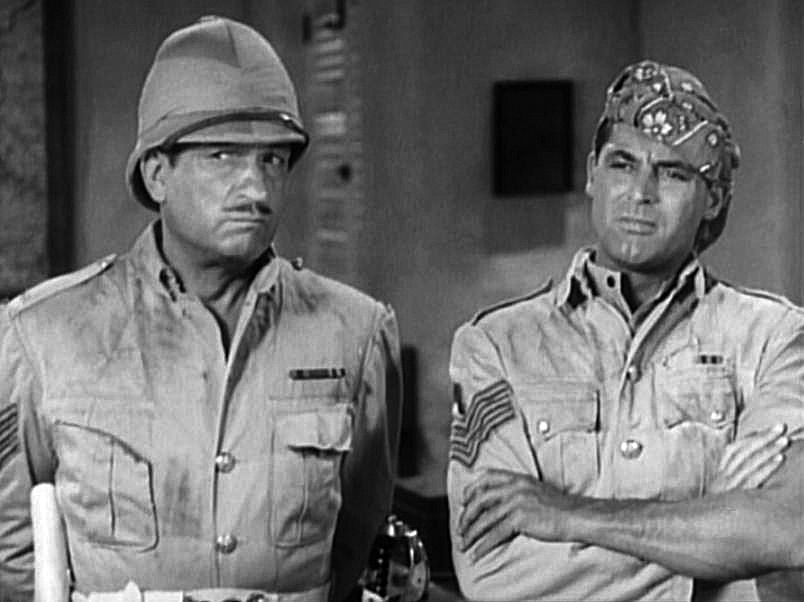
Victor McLaglen és Cary Grant a Gunga Dinben

A '20-as évek elején Hollywoodba költözött. Népszerű karakterszínész lett, gyakran alakított részeges alakokat. Többször megformált ír nemzetiségű személyeket is, ezért több rajongója tévesen azt feltételezte, hogy McLaglen inkább ír volt, mint angol. Karrierjének csúcspontja az 1935-ös A besúgó volt, melyért elnyerte a legjobb férfi főszereplőnek járó Oscar-díjat.
A karrierje végéhez közeledve ismét emlékezetes alakítást nyújtott egy másik John Ford produkcióban, a John Wayne főszereplésével készült A nyugodt férfiban. McLaglen kimondottan népszerű volt Fordnál, mert a rendező gyakran szerepeltette a filmjeiben.
Az utolsó éveiben tv-sorozatokban is vendégszerepelt, főleg westernekben. Fiával a rendező Andrew V. McLaglennel is dolgozott együtt.

### Magánélete
McLaglen háromszor nősült. Első felesége Enid Lamont volt, akit 1919-ben vett el. Egy lányuk született, Sheils és egy fiuk, Andrew, aki később filmrendező lett. Enid Lamont 1942-ben egy lovasbalesetben tragikusan életét vesztette. Második házassága Suzanne M. Brueggemannel öt évig, 1943-tól 1948-ig tartott.
Harmadik felesége Margaret Pumphrey, egy Seattle-i felső tízezerből származó nő lett, akit 1948-ban vett el. McLaglen az '50-es években megszerezte az amerikai állampolgárságot is. 1959-ben hunyt el szívinfarktusban 72 éves korában. A kaliforniai Forest Lawn temetőben helyezték örök nyugalomra.

## Oscar-díjai
- Oscar-díj
  - díj: legjobb férfi főszereplő - A besúgó (1936)
  - jelölés: legjobb férfi mellékszereplő - A nyugodt férfi (1952)

## Fontosabb filmjei
- 1931 - A becstelen (Dishonored) - Kranau hadnagy
- 1934 - Az elveszett őrjárat (The Lost Patrol) - Őrmester
- 1935 - A besúgó (The Informer) - Gypo Nolan
- 1939 - Gunga Din - McChesney
- 1939 - Az igazság kapitánya (Captain Fury) - Jerry Black
- 1940 - Gyémánt rabjai (Diamond Frontier) - Terrence Regan
- 1943 - Örökre és egy napra (Forever and a Day) - Archibald Spavin
- 1944 - A hercegnő és a kalóz (The Princess and the Pirate) - Hook kapitány
- 1948 - Apacserőd (Fort Apache) - Festus Mulcahy őrmester
- 1949 - Sárga szalagot viselt (She Wore a Yellow Ribbon) - Timothy Quincannon törzsőrmester
- 1950 - Rio Grande - Timothy Quincannon főtörzsőrmester
- 1952 - A nyugodt férfi (The Quiet Man) - "Red" Will Danaher
- 1954 - A bátor herceg (Prince Valiant) - Boltar
- 1955 - Sok folyón kell átkelni (Many Rivers to Cross) - Cadmus Cherne

## Fordítás
- Ez a szócikk részben vagy egészben  a   Victor_McLaglen című angol Wikipédia-szócikk fordításán alapul.  Az eredeti cikk szerkesztőit annak laptörténete sorolja fel. Ez a jelzés csupán a megfogalmazás eredetét és a szerzői jogokat jelzi, nem szolgál a cikkben szereplő információk forrásmegjelöléseként.